# Henryk Sienkiewicz
Pour les articles homonymes, voir Sienkiewicz.
Œuvres principales
- Quo vadis ? (1896)
- Par le fer et par le feu (1884)
- Les Chevaliers teutoniques (1900)

Henryk Adam Aleksander Pius Sienkiewicz armoiries Oszyk, né le 5 mai 1846 à Wola Okrzejska (Pologne) et mort le 15 novembre 1916 à Vevey (Suisse), est un écrivain et philanthrope polonais. Le plus grand romancier polonais de son époque, il jouit de son vivant d'une renommée internationale grâce à l'immense succès de son roman Quo vadis ? (1896), qui lui vaut une réputation universelle et le prix Nobel de littérature en 1905. Il a également milité pour les droits des Polonais, alors sous occupation prussienne puis russe.

## Biographie
Fils de Józef Sienkiewicz et Stefania née Cieciszowska, Henryk Sienkiewicz est né au sein d'une noblesse polonaise appauvrie, dans le petit domaine de sa branche maternelle de Wola Okrzejska près de Lublin, à l'époque en zone russe. Sa mère, qui écrit des vers qu'elle publie dans divers journaux, donne très tôt à son fils le goût de la littérature. La famille œuvre activement pour l’indépendance de la Pologne. Ce patriotisme sera très présent dans les écrits du futur auteur.
Avec son frère aîné et ses quatre sœurs cadettes, Henryk est d'abord éduqué par un précepteur, puis, à partir de 1858, il poursuit son éducation dans un collège à Varsovie. Trois années plus tard, ses parents, ruinés, le rejoignent à la capitale, après avoir dû vendre leurs terres. Ne pouvant pas compter sur une aide financière de ses parents, Sienkiewicz est obligé de travailler et s'engage comme précepteur dans la famille Weyher à Płońsk. Il y prépare seul son baccalauréat, qu'il obtient en septembre 1866. Il intègre peu après l’université, au mois de février 1867, où il entame des études d'abord en faculté de médecine puis en droit, puis en lettres jusqu'en 1872.
Tout en poursuivant ses études universitaires, il entame une carrière de journaliste. Il attend pourtant deux années et le 18 avril 1869 pour voir son premier article publié dans la presse polonaise : une critique théâtrale pour le Przegląd Tygodniowy. Au cours de l’été 1872, un autre journal, Wieniec, publie une de ses nouvelles, En vain. La même année, alors que Sienkiewicz abandonne l’université, le Przegląd Tygodniowy édite deux volumes de ses nouvelles, intitulés Les Humoresques. Ces premières œuvres sont à dominante satirique.
Il devient chroniqueur pour le journal Gazeta Polska. Ses revenus lui permettent d'entreprendre en 1874 un premier voyage à l’étranger, en Belgique et en France. En 1876, il entreprend un voyage aux États-Unis en qualité de correspondant du Gazeta Polska. De ce périple de deux ans, au cours duquel il vit de petits emplois et du soutien de la diaspora polonaise - notamment californienne - il rapporte ses Lettres d’Amérique. Il y relate, avec un grand sens de l'observation et avec humour, ses expériences et impressions sur les Amérindiens, les Américains polonais, la nature et la vie sauvage américaines. Parues d'abord dans la Gazeta Polska, ces Lettres sont traduites dans neuf langues et valent à son auteur d'être reconnu aux États-Unis.
Il fait de nombreux séjours en France et en Italie. Au mois de septembre 1879, il est à Venise : il y fait la connaissance de Maria Szetkiewicz qu'il épouse le 18 septembre 1881. Après la naissance de deux enfants, Maria contracte la tuberculose et en meurt le 19 octobre 1885, à 31 ans, quatre ans après leur mariage.
En 1883, Sienkiewicz commence la rédaction de ses grands romans nationaux : Par le fer et par le feu, Le Déluge et Messire Wołodyjowski. Ce cycle forme une trilogie dans laquelle revit le passé glorieux de la Pologne du XVIIe siècle, trilogie qui vaut à son auteur l’admiration sans bornes de ses compatriotes, puis du public étranger, mais soulève l'inquiétude de la censure russe. I. Jankul, censeur de Varsovie, prévient Sienkiewicz qu'il ne permettra plus la publication d’aucune autre œuvre ayant pour thème l'histoire de la Pologne. Sienkiewicz écrit ensuite deux romans de mœurs : Sans Dogme et La Famille Połaniecki.

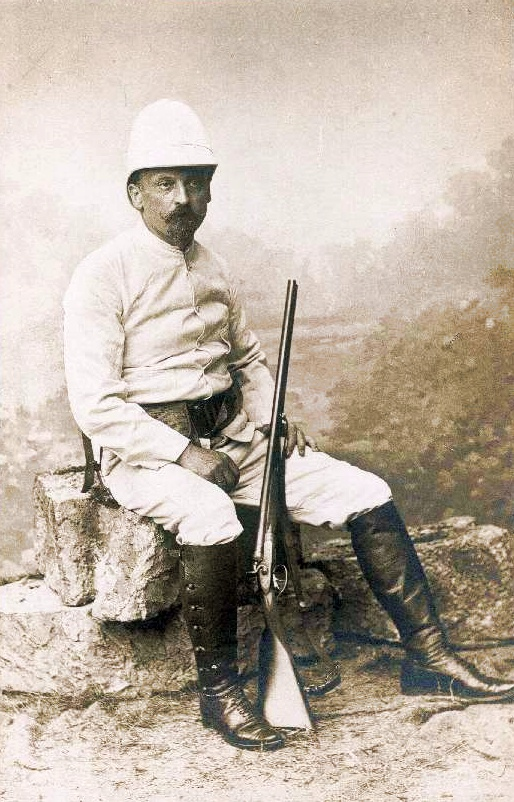
Portrait en studio de Henryk Sienkiewicz habillé pour un safari (par J. Mien-Portret).

En janvier 1891, il embarque pour l'Afrique où il prend part à des parties de chasse en Afrique du Sud. De ce voyage, il écrira les Lettres d'Afrique.
A l'âge de quarante-sept ans, il se remarie, le 11 novembre 1893, avec Maria Romanowska-Wołodkowicz (1874-1966), âgée de dix-neuf ans et fille adoptive d'un riche négociant d'Odessa, mais celle-ci le quitte deux semaines après le mariage. Sienkiewicz accuse alors la famille de celle-ci d'avoir comploté la chose. Le pape lui accorde l'annulation de son mariage le 13 décembre 1895. En 1904, à l'âge de cinquante-huit ans, il convole en troisièmes noces avec une cousine éloignée, Maria Babska (1864-1925).
C'est en mars 1895 que Henryk Sienkiewicz commence à publier Quo vadis ? en feuilleton dans la Gazeta Polska, le journal pour lequel il avait travaillé plus jeune en tant que journaliste. Ce roman, qui relate la persécution des premiers chrétiens dans l'Empire romain sous Néron, est un phénomène de la littérature mondiale. Rarement un livre a atteint un tel nombre d'éditions (il est traduit dans plus de quarante langues) : en France, c'est le roman le plus vendu en 1900, et des chevaux participant à la course hippique du Grand Prix de Paris portent le nom des personnages du roman ; aux États-Unis, 800 000 exemplaires se vendront en huit mois. Le roman est adapté au cinéma dès 1901. Quo vadis ? vaut à son auteur le prix Nobel de littérature en 1905 et une renommée internationale. Pour éviter les journalistes et les fans importuns, Sienkiewicz doit maintenant voyager parfois incognito.

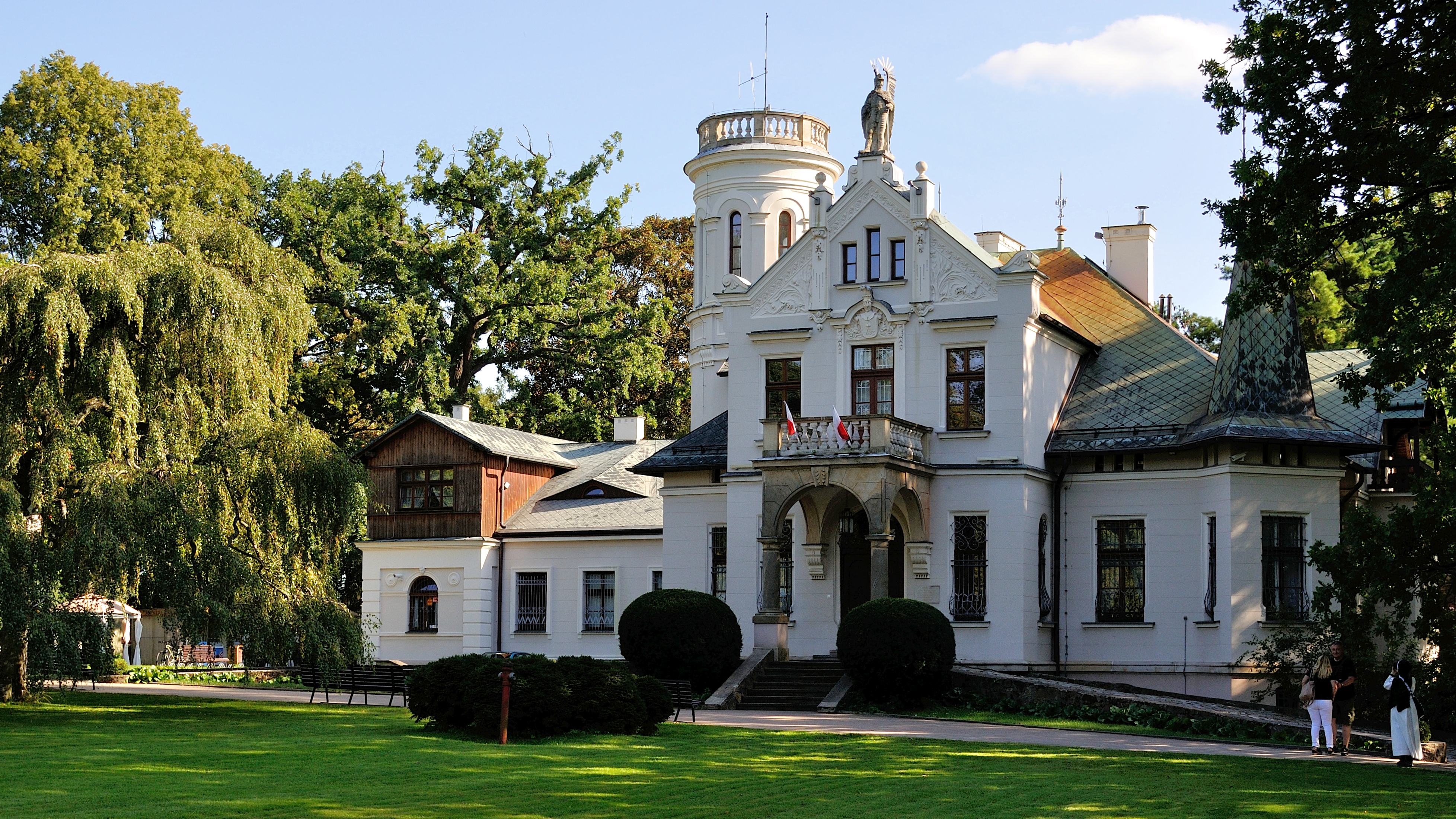
Château des Sienkiewicz à Oblęgorek, près de Kielce

L'auteur revient ensuite à l’histoire de la Pologne avec Les Chevaliers teutoniques, publié en 1900, qui est un autre grand succès ; ce roman est considéré comme sa dernière grande œuvre. La même année, une souscription nationale est lancée en Pologne pour récolter des fonds permettant le rachat du château ancestral de son père à Oblęgorek, près de Kielce (aujourd’hui un musée).
En 1912, Sienkiewicz publie son unique roman pour la jeunesse : Au Désert et dans la brousse, traduit en français en 1934, sous le titre Le Gouffre noir, souvenir d'un voyage en Afrique effectué en 1891. Avec ses descriptions magistrales, ses scènes d'actions palpitantes et pleines d'humour et ses personnages émouvants, ce roman, devenu un classique, remporte un grand succès. Ses adaptations cinématographiques de 1971 et 2001 connaissent également un grand succès en Pologne.
Il publie encore une série de contes philosophiques. Sa dernière œuvre, parue en 1914, est le roman Les Légions sur la période de la participation des Polonais dans l'armée napoléonienne.
Sienkiewicz a souvent utilisé ses confortables revenus d'auteur pour soutenir les écrivains en difficulté. Il a récolté des fonds pour des projets d'aide sociale tels que le combat contre la famine et la construction d'un sanatorium pour les tuberculeux à Zakopane. En 1905, il est l'un des fondateurs de la Société polonaise pour l'éducation.
À la déclaration de la Première Guerre mondiale, l'écrivain est en Suisse. En 1915, lors d'une conférence à Lausanne, il fait une allocution dans laquelle il exhorte les nations civilisées à venir en aide aux populations polonaises sur la ligne du Front de l’Est. Il apporte son soutien financier à la Croix-Rouge. Jusqu’à sa mort en 1916, Sienkiewicz est à la tête du Comité Général de Suisse pour les Victimes de Guerre en Pologne (Comité de Vevey). Son engagement dans une collecte de fonds internationale en faveur des terres polonaises détruites est financièrement fructueux (20 millions de francs suisses de l’époque sont envoyés à la Pologne à la fin de l’année 1919), et ses efforts pour attirer l’attention sur la « question polonaise » à l’issue de la guerre connait un écho dans les soutiens du président des États-Unis Woodrow Wilson et du pape Benoît XV.
Henryk Sienkiewicz meurt d'une embolie, le 15 novembre 1916, à l'âge de 70 ans, au Grand Hôtel du Lac à Vevey, avant d’avoir pu assister à l'indépendance de la Pologne pour laquelle il a tant œuvré. Aux funérailles sont présentes des délégations officielles de la coalition Empire allemand-Autriche-Hongrie-Empire ottoman (Empires centraux) et de la Triple-Entente (France, Royaume-Uni et Russie impériale), et un discours du pape Benoît XV est lu.
Ses restes sont solennellement transférés en Pologne, alors devenue indépendante, en 1924, dans la crypte de la cathédrale Saint-Jean de Varsovie.

## Œuvre littéraire
En sus de son œuvre propre, Sienkiewicz écrit également des articles dans lesquels il donne son avis sur cette œuvre ainsi que sur la littérature contemporaine. Conformément à l'esprit du positivisme, il défend, dans ses premiers romans et nouvelles, la littérature réaliste avec sa représentation de la vie sociale, son message humaniste et son attachement aux nations.
Il s’intéresse à trois sujets majeurs: l'extinction de la vie patriarcale (Le Vieux Serviteur, 1875), le sort de la paysannerie (Esquisse au fusain, 1877 ; Janko le musicien, 1879, et autres) et les États-Unis (Pour le pain). Il critique le décadentisme et le naturalisme, notamment dans O naturaliźmie w powieści ( Sur le naturalisme dans le roman, 1881). Pour lui, la littérature doit aider le lecteur : l'écrivain, dit-il, doit toujours se demander si « au lieu de pain, il n'a pas procuré du poison ». Il est, à ce sujet, très critique du roman français naturaliste, visant en particulier Émile Zola qui en est l'un de ses plus illustres représentants. Il dénonce la complaisance dans la description de situations trop noires ne rendant pas suffisamment compte de la beauté de la vie : « L'analyse ! On analyse au nom de la vérité qui doit être dite, mais on analyse le mal, la saleté, la pourriture humaine et la laideur ». Il s'agit-là selon lui d'une « propension maladive à la pourriture » qui fait de l'écrivain français « un commis voyageur en pourriture ». Plus tard, au début des années 1900, Sienkiewicz éprouve une hostilité (qui est réciproque) envers Jeune Pologne, un mouvement littéraire moderniste.
Sienkiewicz utilise sa renommée internationale pour tenter d'influencer l'opinion mondiale en faveur de la cause polonaise qu'il a toujours défendue. Sa vie durant - et jusqu'à la fin de la Première Mondiale - la Pologne était morcelée et occupée par ses voisins (Russie, Autriche, Prusse/Allemagne). Les romans historiques qu'il écrit ont un but patriotique : éveiller la conscience nationale polonaise pour lutter pour l’indépendance, combattre ici la germanisation de la Pologne et le Kulturkampf allemand qui opprime les Polonais sous prétexte qu'ils sont catholiques, et là l'oppression russe. Sienkiewicz écrit dans une lettre : « Il est incontestable que les persécutions dont souffrent les Polonais sous le joug de la Prusse et surtout sous celui de la Russie, ont eu une influence considérable sur mes projets ». Ainsi, les premiers chrétiens opprimés du roman Quo vadis ?, qui relate les débuts du christianisme à Rome, avec des personnages luttant contre le régime de l'empereur Néron, sont une allégorie des Polonais contemporains de Sienkiewicz. L'ouvrage se veut une épopée glorifiant et magnifiant le martyre, la souffrance, l'héroïsme et le sens du sacrifice des premiers Chrétiens dans la Rome antique. À cause de cet accent mis sur la chrétienté, Quo vadis ? devient très populaire dans le monde chrétien. Et le triomphe final de la spiritualité du christianisme sur le matérialisme de Rome est une allégorie de la force de l'esprit polonais. Si le roman est un grand succès lorsqu’il paraît en France en 1900, c'est qu'il y trouve un écho particulier dans ce pays alors déchiré par de violentes luttes opposant les anticléricaux à L’Église et aux catholiques, dont l'issue, cinq ans plus tard, est la séparation de l’Église et de l’État en 1905.
L'auteur critique aussi souvent les politiques de l'Allemagne et la germanisation de la minorité polonaise d'Allemagne : en 1901, il accorde son soutien aux écoliers de la ville de Września en Grande-Pologne qui protestent contre l'interdiction de parler le polonais. Les enfants refusent de répondre en allemand aux questions de leurs instituteurs, malgré les châtiments corporels qu'on leur inflige. Ces événements conduisent à l'interpellation de 25 personnes, condamnées à 17 ans de travaux forcés. Ils déchaînent une vague de protestations en signe de solidarité, impliquant jusqu'en 1904 les quelque 75 000 écoliers des 800 écoles en Grande-Pologne. Sienkiewicz écrit à ce propos une lettre ouverte à l’empereur Guillaume II.
Le roman Les Chevaliers teutoniques reflète cette germanisation contemporaine de la Pologne au travers de la victoire polonaise contre les chevaliers germaniques à la bataille de Grunwald (1410). En Pologne où il est publié en 1900, le livre est un succès immédiat. Sienkiewicz appelle le gouvernement russe à introduire des réformes au sein du Royaume du Congrès, dominé par la Russie. Lors de la Révolution russe de 1905 qui secoue également les terres polonaises, il préconise une plus large autonomie polonaise au sein de l'Empire russe. En 1906, il décline le poste de député à la Douma (Parlement) russe.
Durant l'entre-deux-guerres, hormis en Pologne, la popularité de Sienkiewicz décroît à l'étranger, mais pas celle de son roman Quo Vadis qui demeure célèbre grâce à plusieurs adaptations cinématographiques, en 1901, 1910, 1912, 1924, et un film américain à gros budget tourné en 1951 qui est un grand succès commercial,. En Pologne, Henryk Sienkiewicz est considéré comme un auteur classique et est au programme dans les écoles.

### Œuvre
(liste non exhaustive. Le titre français de l’œuvre est celui de la première édition publiée en France)

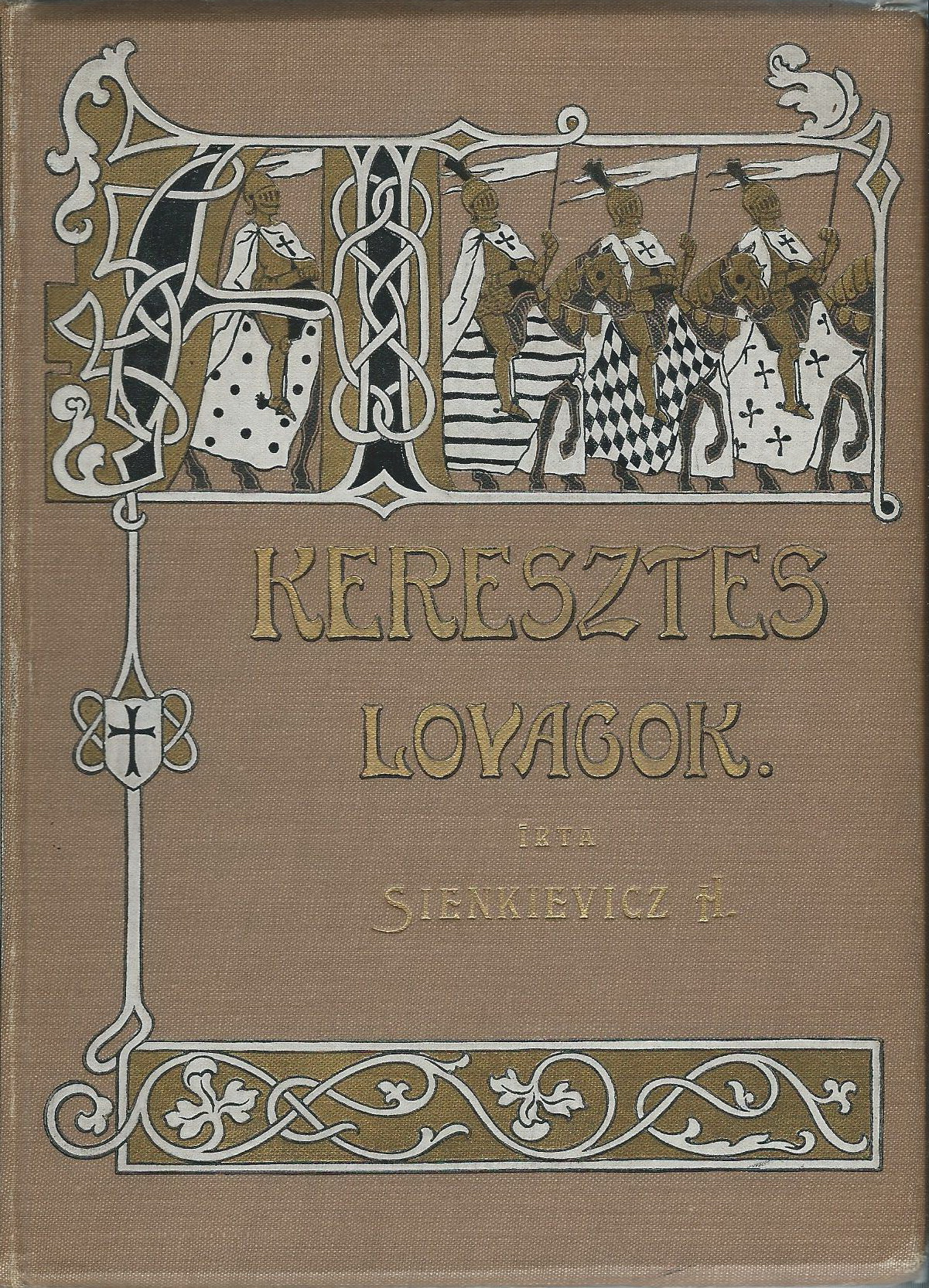
Reliure de Gottermayer

- 1872 : En vain (Na marne) Publié en France pour la 1re fois en 1901 ; Traduit par Gaston Lefèvre, Paris : Perrin, 277 p.[16] Texte en ligne à la BNR
- 1875 : Le Vieux Serviteur (Stary sługa) Nouvelle publiée en France pour la 1re fois en 1889 dans le recueil Janko le musicien ; Paris : H. Gautier, collection : « Nouvelle bibliothèque populaire » no 162[17].
- 1876 : Hania (Hania) Publié en France pour la 1re fois en 1901, traduit par Henri Chirol ; Paris : Calmann-Lévy, 286 p.[18] Réédité en 1911 sous le titre Rivalité d'amour ; Paris : Jean Gillequin, In-extenso, 2e série, no 14[19].
- 1877 : Les Humoresques (Humoreski z teki Worszyłły)
- 1877 : Esquisses au fusain (Szkice węglem) Publié en France pour la 1re fois en 1901. Traduit par Mlle B. Noiret ; Paris : Perrin, 260 p. Contient les récits : Marysia et Sur la Côte d'azur[20]. Réédition en 1909 sous le titre L’Éternelle Victime, traduit par E. Halpérine Kaminsky et Ilia Danilovitch, Paris : E. Flammarion, 271 p. [21]
- 1877 : Selim Mirza
- 1878 : La Comédie des erreurs, esquisse de la vie américaine (Komedia z pomyłek) Publié en France pour la 1re fois en 1900. Traduit par Mme F. Kallenbach ; La Chapelle-Montligeon : Impr. de N.-D. de Montligeon, Extrait de "La Quinzaine" du 16 juillet 1900[22].
- 1879 : Janko le musicien (Janko Muzykant) Publié en France pour la 1re fois en 1889, Paris : H. Gautier, Nouvelle bibliothèque populaire no 162. Avec notice biographique et littéraire par Charles Simond[17]. Réédité en 1901 puis en 1905 sous le titre Petit Jean le Musicien dans le recueil Sur la Côte d'azur, Paris : Librairie universelle, 291 p.[23] Nouveau titre en 1923 : Jeannot le musicien, Paris : La Renaissance du livre, collection « Les Cent chefs-d'œuvre étrangers » (œuvres choisies), traduction, introduction et notes par le Dr. V. Bugiel[24].

- 1879 : Les Steppes de Nebraska (Przez stepy) Publié en France pour la 1re fois en 1923, Paris : La Renaissance du livre, collection : « Les Cent chefs-d'œuvre étrangers » (recueil), introduction et notes par le Dr V. Bugiel[24]. Thème : la ruée vers l'or en Californie.
- 1880 : Pages d'Amérique, récits de l'émigration (Listy z podróży do Ameryki) Publié en France pour la 1re fois en 1901, Paris : Chamuel, traduction de B. Jardetski et Albert Savine. Préface par Albert Savine, 308 p.[25] Thème : lettres de voyage.
- 1880 : Sous le joug, chroniques d'Alexis Zdanoborski, gentilhomme polonais (Niewola tatarska) Publié en France pour la 1re fois en 1906, traduit du polonais par M. Ordéga et M. A. Zolkiewski ; Abbeville : F. Paillart, collection « Bibliothèque bleue », 214 p.[26] Réédité en 1933 sous le titre En esclavage chez les Tartares, Paris : E. Malfère, collection polonaise. Littérature no 1 (recueil), 231 p.[27]
- 1880 : Extrait du journal d'un instituteur posnanien (Z pamiętnika poznańskiego nauczyciela) Publié en France pour la 1re fois en 1886 dans le recueil Bartek vainqueur ; traduit par Charles Neyroud ; Paris : A. Laurent, coll. « Nouvelle Bibliothèque internationale », 256 p.[28] Réédité en 1905 sous le tire de Mémoires d'un percepteur ; Paris : La Librairie universelle, 291 p.[23] Thème : la vie des écoliers polonais sous l'occupation prussienne.
- 1880 : Pour le pain (Za chlebem) Publié en France pour la 1re fois en 1901 dans le recueil Pages d'Amérique, récits de l'émigration, Traduction de B. Jardetski et Albert Savine, préface par Albert Savine ; Paris : Chamuel, 308 p.[25] Thème : l'émigration polonaise en Amérique.
- 1880 : Orso (Orso) Publié en France pour la 1re fois en 1901 dans le recueil Pages d'Amérique, récits de l'émigration, Traduction de B. Jardetski et Albert Savine, Préface par Albert Savine ; Paris : Chamuel, 308 p.[25] Thème : l'action se déroule aux États-Unis.
- 1881 : Les Abeilles de Californie (W krainie złota) Publié en France pour la 1re fois en 1923 dans le recueil Œuvres choisies, Traduction, introduction et notes par le. Dr. V. Bugiel ; Paris : La Renaissance du livre, collection « Les Cent chefs-d'œuvre étrangers », 191 p.[29] Réédité en 1933 dans un recueil En esclavage chez les Tartares sous le titre Au pays de l'or, Paris : E. Malfère, traduit par le Cte Jacques de France de Tersant et Joseph-André Teslar, 231 p.[27] Thème : John Sutter et la ruée vers l'or de 1848 aux États-Unis.
- 1881 : L'Allumeur du phare (Latarnik) Publié en France pour la 1re fois en 1886, traduit par Charles Neyroud ; Paris : A. Laurent, coll. « Nouvelle bibliothèque internationale », 256 p.[28] Réédité en 1902 sous le titre Le Gardien de phare dans le recueil Cette troisième !, traduit par César de Latour ; Paris : éditions du "Carnet", 298 p.[30] Thème : nouvelle sur un exilé politique polonais travaillant dans un phare sur une île.
- 1882 : Yamyol (Jamioł) Publié en France pour la 1re fois en (date inconnue) dans le recueil Une idylle dans la prairie ; Traduit par Pierre Luguet ; Paris : A.-L. Guyot, Collection A.-L. Guyot no 355, 153 p.[31] Réédité en 1886 sous le titre L'Ange, traduit par Charles Neyroud ; Paris : A. Laurent, Nouvelle bibliothèque internationale, 256 p.[28] Thème : nouvelle.
- 1882 : Bartek vainqueur (Bartek Zwycięzca) Publié en France pour la 1re fois en 1886, traduit par Charles Neyroud, avec une introduction de Théodore de Wyzewa ; Paris : A. Laurent, Librairie de la Presse (collection Nouvelle Bibliothèque internationale), 256 p.[28] Thème : la guerre franco-prussienne (1870).
- 1883 : Czyja wina
- La Trilogie :
  - 1884 : Par le fer et par le feu (Ogniem i mieczem) Publié en France pour la 1re fois en 1900, traduction du Cte Antoni Wodziński et de Bronisław Kozakiewicz, Paris : éditions de La Revue blanche, 718 p.[32] Thème : le soulèvement de Khmelnytsky : la révolte des Cosaques d'Ukraine contre la Pologne-Lituanie (1648-1657).
  - 1886 : Le Déluge (Potop) Publié en France pour la 1re fois en 1901, traduction du Cte Antoni Wodziński et de Bronisław Kozakiewicz ; Paris : éditions de La Revue blanche, 682 p.[33] Thème : la Première guerre du Nord (1655-1660).
  - 1888 : Messire Wolodowski (Pan Wołodyjowski) Publié en France pour la 1re fois en 1902, traduction du Comte Wodzinski et de Bronisław Kozakiewicz ; Paris : Éd. de La Revue blanche, 420 p.[34] A également paru la même année sous le titre Pan Michaël (Messire Volodyovski), traduit par Charles Grolleau, Paris : C. Carrington, 638 p.[35] Thème : la guerre polono-turque (1672-1676).
- 1888 : Cette troisième ! (Ta trzecia) Publié en France pour la 1re fois en 1902 ; traduit par César de Latour, Paris : éditions du "Carnet", 298 p.[30]
- 1889 : Sois bénie ! légende indienne (Sachem) Publié en France pour la 1re fois en 1901, traduit par Hélène de Médan ; [S. l.], Extrait de Le Gaulois du Dimanche, 16-17 mars 1901[36]. Réédité en 1923 sous le titre Le Chef indien dans le recueil Œuvres choisies ; Traduction, introduction et notes du Dr. V. Bugiel ; Paris : La Renaissance du livre, collection : « Les Cent chefs-d'œuvre étrangers »[37]. Thème : roman sur le chef d'un tribu indienne écrasée par des colons allemands.
- 1888 : Wycieczka do Aten
- 1889 : Souvenirs d'un voyage à Maripoza (Wspomnienie z Maripozy) Publié en France pour la 1re fois en 1906 dans le recueil : Sous le joug, chroniques d'Alexis Zdanoborski, gentilhomme polonais (Niewola tatarska), traduit par M. A. Zolkiewski ; Abbeville : F. Paillart, collection « Bibliothèque bleue », 214 p.[26] Thème : les émigrés polonais aux États-Unis.
- 1890 : Listy z Afryki Résumé : lettres de voyage.
- 1891 : Sans dogme (Bez dogmatu) Publié en France pour la 1re fois en 1895, traduit par le Cte A. Wodzinski ; Paris : C. Lévy, 393 p.[38] Thème : journal d’un aristocrate polonais ; étude psychologique de l'homme sophistiqué décadent.
- 1892 : À la source du bonheur (U źródła) Nouvelle publiée en France pour la 1re fois en 1901, traduit par N. Ordéga, Paris : P. Lethielleux, 119 p.
- 1892 : Allons à lui (Pójdźmy za nim !) Publié en France pour la 1re fois en 1901, traduit par Célestin Albin de Cigala ; Paris : P. Lethielleux, 254 p.[39] Réédité en 1901 sous le titre Suivons-Le ! ; traduction et introduction par E. Halpérine-Kaminsky et Ilia Danilovitch ; Paris : E. Flammarion, 254 p.[40] Thème : une Romaine malade se rend à Jérusalem à l’époque de Jésus-Christ et de Ponce Pilate.
- 1894 : La Famille Polanieck  (Rodzina Połanieckich) Publié en France pour la 1re fois en 1901, Paris : P. Ollendorff, 449 p.[41] Thème : éloge panégyrique de la bourgeoisie polonaise de souche noble et campagnarde.
- 1894 : Une idylle dans la prairie (Lillian Morris) Publié en France pour la 1re fois en (date inconnue), traduit par Pierre Luguet ; Paris, Collection A.-L. Guyot no 355[42].
- 1894 : Lux in tenebris lucet (Lux in tenebris lucet, litt. La lumière brille dans les ténèbres) Nouvelle publiée en France pour la 1re fois en 1901 dans le recueil Henryk Sienkiewicz. Nouvelles variées, Paris : P. Lethielleux, 151 p.[43] Réédition en 1923, Paris : la Renaissance du livre, Collection : « Les Cent chefs-d'œuvre étrangers » no 93.
- 1894 : Le Jugement de Zeus (Wyrok Zeusa) Nouvelle publiée en France pour la 1re fois en 1909 dans le recueil L'Éternelle Victime, traduit par E. Halpérine Kaminsky et Ilia Danilovitch, Paris : E. Flammarion, 271 p.[21] Réédité en 1912 dans le recueil Bartek le Vainqueur, Paris : Pierre Lafitte, Collection : « Idéal-bibliothèque » no 43, 123 p.[44]
- 1894 : L'Organiste de Ponikla (Organista z Ponikły) Nouvelle publiée en France pour la 1re fois en 1923, introduction et notes par le Dr V. Bugiel, Paris : La Renaissance du livre, coll. : « Les Cent chefs-d’œuvre étrangers » no 93, 196 p.
- 1896 : Quo vadis ? (Quo vadis ?) Publié en France pour la 1re fois en 1900, traduction de Bronislaw Kozakiewicz et J. L. de Janasz ; Paris : éditions de La Revue blanche, 645 p.[45]
- 1897 : Sur la côte d’azur (Na jasnym brzegu) Publié en France pour la 1re fois en 1901 dans le recueil Esquisses au fusain (Szkice węglem) ; traduit par Mlle B. Noiret ; Paris : Perrin, 260 p.[20] Réédité en (date inconnue) sous le titre : Mme Elzen à la Côte d'azur(?); traduit par César de Latour et le Comte Maurice de Fleury ; Paris, E. Flammarion, 260 p.[46] Thème : : les amours d'un peintre polonais en Italie.
- 1900 : Les Chevaliers teutoniques (Krzyżacy) Roman publié en France pour la 1re fois en 1901 sous le titre Les Chevaliers de la Croix, traduit par Maurice R. Skalski ; Paris : P. Lamm, 374 p.[47] Réédition en 1905 sous le titre Les Chevaliers teutoniques; traduction du Cte Antoni Wodzinski et de B. Kozakiewicz ; préface de J.-H. Rosny; Paris : Eugène Fasquelle, 427 p.[48] Réédition en 1985 sous le titre Pour l'honneur et pour la Croix, traduction du Cte Antoni Wodzinski et de B. Kozakiewicz ; Paris : J.-C. Godefroy, 440 p.[49] Note : Seule traduction française intégrale, revue et corrigée, parue en deux volumes, dans la collection "Grands romans historiques" (format "poche"), dirigée par le Pr. Claude Aziza, éditions Presses Pocket No 2385, Paris, 1985, et No 2387, Paris, 1985. Respectivement sous les titres : Les Chevaliers Teutoniques, I, 472 pages, et, Les Remparts de Cracovie : Les Chevaliers Teutoniques, II, 534 pages. Soit, 1006 pages au total. Edition avec introduction, commentaires, index, cartes, par Daniel Mortier, traduction française par Jacques de France de Tersant et Joseph-André Teslar. Thème : l’ordre Teutonique et la Bataille de Grunwald ou de Tannenberg de 1410.
- 1903 : Les Deux Prairies (Dwie łąki) Nouvelle publiée en France pour la 1re fois en 1905 dans le recueil Sur la Côte d'azur, Paris : La Librairie universelle[50] Réédition en 1923 dans le recueil Henri Sienkiewicz : Œuvres choisies, Paris : La Renaissance du livre, coll. « Les Cent chefs-d'œuvre étrangers », 191 p.[51].
- 1903 : Une nuit au sommet de l'Olympe (Na Olimpie) Nouvelle publiée en France pour la 1re fois en 1901 dans le recueil À la source du bonheur, traduit du polonais par N. Ordéga ; Paris : P. Lethielleux[52]. Réédité en 1903 sous le titre Sur l'Olympe, Nice : impr. de A. Rossetti, traduit par « Z. E. T. »[53].
- 1905 : Au champ de gloire (Na polu chwały) Publié en France pour la 1re fois en 1907, traduction de B. Kozakiewicz et du Cte Antoni Wodzinski ; Paris : E. Fasquelle, coll. : Bibliothèque Charpentier, 398 p.[54] Thème : roman historique à l'époque du roi de Pologne Jean III Sobieski (1674–1696).
- 1905 : Une idylle dans la forêt (Z puszczy Białowieskiej) Publié en France pour la 1re fois en 1912 dans le recueil Bartek le Vainqueur, Paris : P. Lafitte, coll. : « Idéal-bibliothèque » no 43, 123 p.[44]
- 1910 : Tourbillons (Wiry) Thème : roman politique critique envers le mouvement socialiste russe
- 1912 : Le Gouffre noir (W pustyni i w puszczy) Roman publié en France pour la 1re fois en 1934, traduit par Paul Cazin, illustré par Maurice Toussaint, Paris : F. Nathan, collection « Aventures et voyages », 228 p.[55] Thème : les aventures en Afrique de deux jeunes amis de 8 et 14 ans kidnappés durant la Guerre des mahdistes au Soudan (1881-1899).
- 1914 : Legiony Thème : roman historique inachevé sur les guerres napoléoniennes.

Les dates de publication originale des nouvelles ci-dessous sont inconnues
- Une aventure à Sidon (Co sie̡ raz stało w Sidonie) Nouvelle publiée en France pour la 1re fois en 1931, Paris : Éditions du Trianon, coll. : « Le Bocage des plaisirs » ; no 5 (recueil) ; traduit par le Cte Jacques de France de Tersant et Joseph-André Teslar ; six cuivres originaux de Stéphane Mrozewski[56].
- Marysia Publié en France pour la 1re fois en 1901 dans le recueil Esquisses au fusain (Szkice węglem). Traduit par Mlle B. Noiret ; Paris : Perrin, 260 p. Contient les récits : Marysia et Sur la Côte d'azur[20].
- Toast de messire Zagloba (Toast) Nouvelle publiée en France pour la 1re fois en 1931, Paris : Éditions du Trianon, collection : « Le Bocage des plaisirs » ; no 5 (recueil) ; traduit par le Cte Jacques de France de Tersant et Joseph-André Teslar ; six cuivres originaux de Stéphane Mrozewski[56].
- Comment messire Lubomirski se convertit et construisit une église à Tarnawa (Jako sie̡ Pan Lubomirski nawrócił i kościół w Tarnawie zbudował) Nouvelle publiée en France pour la 1re fois en 1931, Paris : Éditions du Trianon, collection : « Le Bocage des plaisirs » ; no 5 (recueil) ; traduit par le Cte Jacques de France de Tersant et Joseph-André Teslar ; six cuivres originaux de Stéphane Mrozewski[56].
- En Belgique Nouvelle publiée en France pour la 1re fois en 1923 dans le recueil Henri Sienkiewicz : Œuvres choisies, Paris : La Renaissance du livre, coll. « Les Cent chefs-d'œuvre étrangers », 191 p.[51]
- Les Grues cendrées Nouvelle publiée en France pour la 1re fois en 1923 dans le recueil Henri Sienkiewicz : Œuvres choisies, Paris : La Renaissance du livre, coll. « Les Cent chefs-d'œuvre étrangers », 191 p.[51]
- La Pourpre, légende maritime (Purpura, morska legenda) Nouvelle publiée en France pour la 1re fois en 1906, à la suite du roman Sous le joug, chroniques d'Alexis Zdanoborski, gentilhomme polonais, traduit par M. Ordéga et M. A. Zolkiewski ; Abbeville : F. Paillart, coll. « Bibliothèque bleue », 214 p.[57]
- Un colon américain Nouvelle publiée en France pour la 1re fois en 1923 dans le recueil Henri Sienkiewicz : Œuvres choisies, introduction et notes par le Dr V. Bugiel ; Paris : La Renaissance du livre, coll. « Les Cent chefs-d'œuvre étrangers », 196 p.[58]
- La Mort de M. Longinus Podbipienta Nouvelle publiée en France pour la 1re fois en 1923 dans le recueil Henri Sienkiewicz : Œuvres choisies, introduction et notes par le Dr V. Bugiel ; Paris : La Renaissance du livre, coll. « Les Cent chefs-d'œuvre étrangers » no 93, 196 p.[58]
- Les Deux Épiciers Nouvelle publiée en France pour la 1re fois en (date inconnue) dans le recueil Une idylle dans la prairie, traduction de Pierre Luguet, Paris : A.-L. Guyot, Collection A.-L. Guyot. no 355, 153 p.[59]
- Les Deux Chemins de la vie Nouvelle publiée en France pour la 1re fois en 1902 à la suite du roman Cette troisième !, traduction de C. de Latour, Paris : éditions du "Carnet", 298 p.[60]
- Au village (nouvelles polonaises) Nouvelle publiée en France pour la 1re fois en 1889, Paris : H. Gautier, coll. « Nouvelle bibliothèque populaire » no 162, 32 p.[61]
- À travers les savanes Nouvelle publiée en France pour la 1re fois en 1901 à la suite du roman Pages d'Amérique, récits de l'émigration, traduction par B. Jardetski et Albert Savine. Préface par Albert Savine, Paris : Chamuel, 308 p.[62]

## Prix et distinctions
- Docteur honoris causa de l'université Jagellonne de Cracovie, 1900[63]
- Membre de l'Académie des sciences de Russie
- 1904 : chevalier de la Légion d'honneur française qu'il reçoit le 4 avril 1904 des mains de Théophile Delcassé, ministre des Affaires étrangères[64]
- 1905 : prix Nobel de littérature[2]

## Adaptations de ses œuvres
(liste non exhaustive)

### Au cinéma
- 1901 : Quo vadis ?, film muet français muet de Lucien Nonguet et Ferdinand Zecca ;
- 1910 : Quo vadis ?, film muet français d'André Calmettes, aujourd'hui perdu ;
- 1912 : Quo vadis ?, film muet italien d'Enrico Guazzoni ;
- 1915 : Le Déluge (Potop), film muet russe de Piotr Tchardynine ;
- 1924 : Quo vadis ?, film muet italien de Gabriellino D'Annunzio et Georg Jacoby ;
- 1951 : Quo vadis, film américain de Mervyn LeRoy, avec Robert Taylor et Deborah Kerr ;
- 1960 : Les Chevaliers teutoniques, film polonais réalisé par Aleksander Ford ;
- 1963 : Par le fer et par le feu, film franco-italien de Fernando Cerchio, avec Pierre Brice, Jeanne Crain et Akim Tamiroff ;
- 1973 : In Desert and Wilderness (film, 1973) (en)) , film polonais de Władysław Ślesicki, adapté du roman Le Gouffre noir ;
- 1974 : Plus fort que la tempête, film polonais de Jerzy Hoffman, adapté du roman Potop ;
- 1999 : Par le fer et par le feu, film polonais, de Jerzy Hoffman, avec Izabella Scorupco et Michał Żebrowski, adapté du roman Par le fer et par le feu ;
- 2001 : In Desert and Wilderness (film, 2001) (en)), film polonais de Gavin Hood, adapté du roman Le Gouffre noir.

### Au théâtre
- 1904 : Par le fer et par le feu, drame en 5 actes et 11 tableaux d’après Henryk Sienkiewicz. Maurice Bernhardt

### Opéra
- 1919 : Quo vadis ?, opéra en cinq actes et six tableaux d'Henri Cain, musique de Jean Nouguès, créé le 26 novembre 1909 au théâtre de la Gaîté-Lyrique[65]. La première en Amérique de l'opéra a été donnée en 1911 au Metropolitan Opera de New York[66].

## Hommages

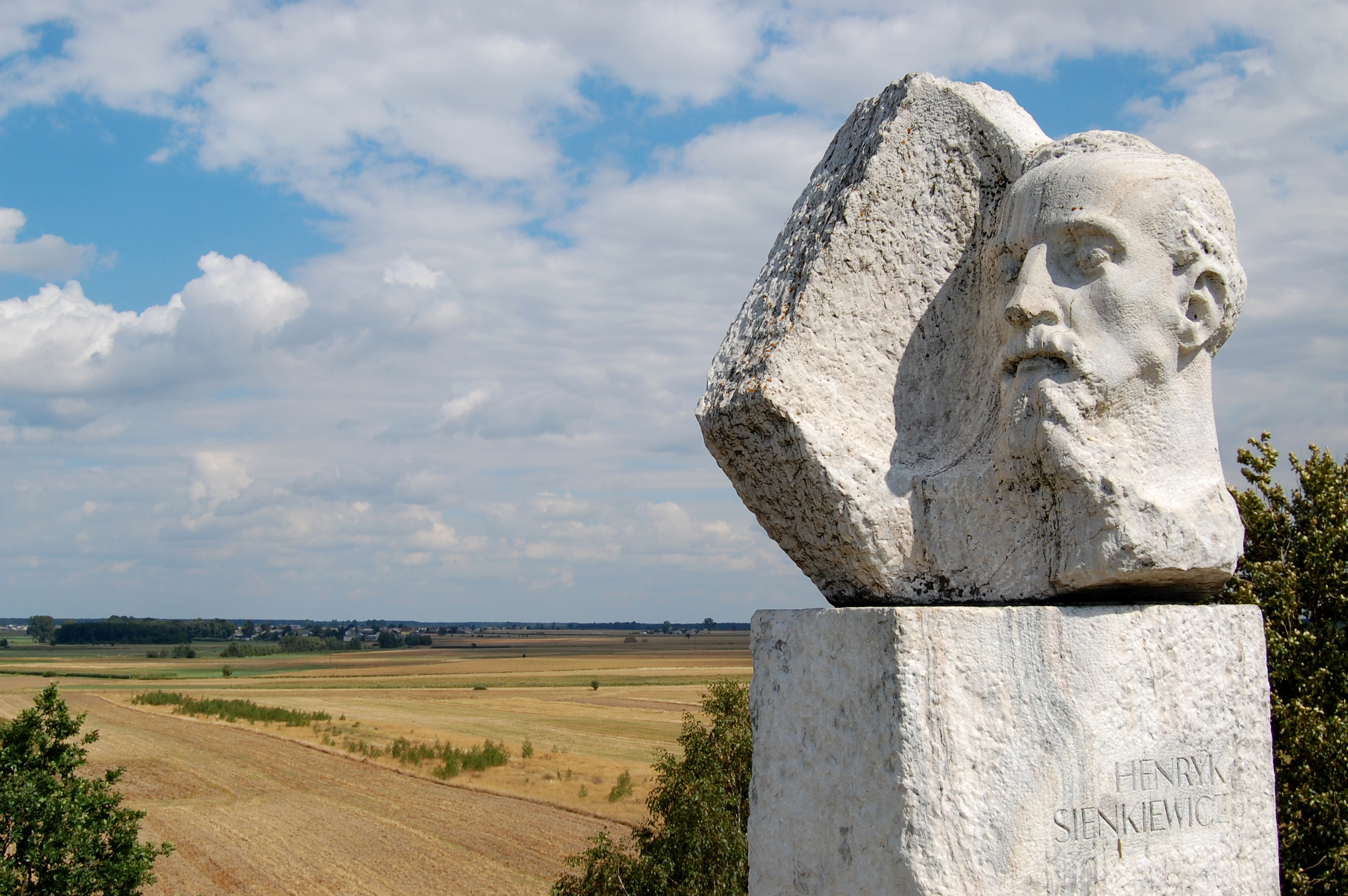
Monument d'Henryk Sienkiewicz à Okrzeja en Pologne. Le village à gauche est Wola Okrzejska, lieu de naissance de l'écrivain.

Plusieurs monuments ont été érigés en l'honneur de Henryk Sienkiewicz, parmi lesquels :
- Une statue à Rome près de la Villa Borghèse.
- Toujours à Rome, sur la Voie Appienne, se dresse l'église Domine Quo Vadis (Chiesa del Domine quo vadis) : selon la légende, c'est en ce lieu que l'apôtre Pierre, alors qu'il fuyait Rome et les persécutions, a rencontré le Christ et est retourné à Rome. Dans cette église, un buste de bronze de Henryk Sienkiewicz a été érigé en 1977 par la diaspora polonaise d'Italie. Ce serait en effet alors qu'il était assis dans cette église, que l'auteur aurait eu l'idée du roman (cf. vignette de droite). Buste de Henryk Sienkiewicz dans l'église Domine Quo Vadis à Rome (Italie)

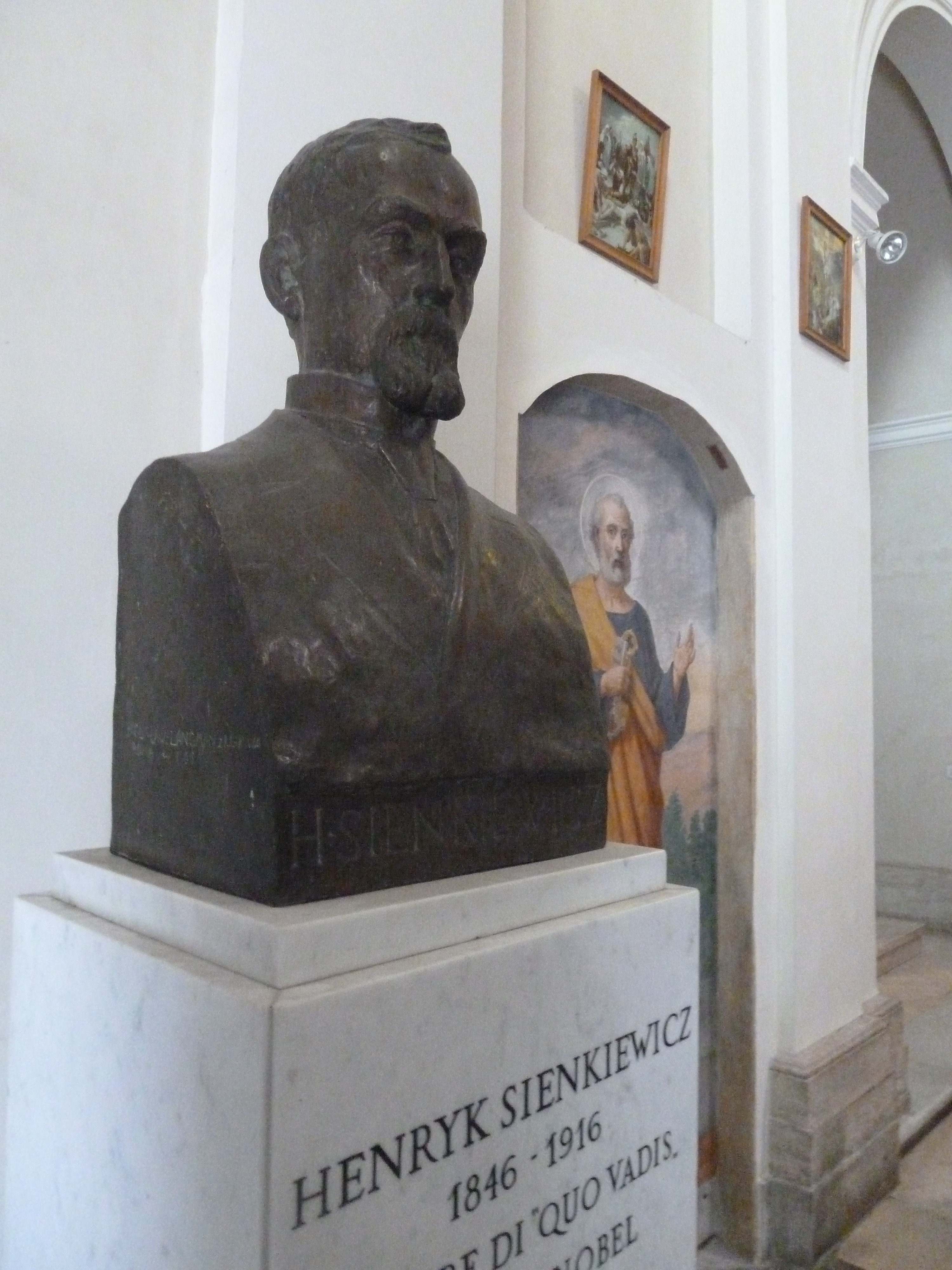
Buste de Henryk Sienkiewicz dans l'église Domine Quo Vadis à Rome (Italie)

- En Croatie, un buste a été érigé dans la ville d'Opatija - jadis station balnéaire internationale et très mondaine - où Henryk Sienkiewicz a séjourné plusieurs fois pour soigner sa gorge.
- En Pologne, à Okrzeja, près du lieu de naissance de l'écrivain : un monument à sa gloire (cf. vignette de gauche).
- Toujours en Pologne, trois musées lui sont consacrés, dont celui de Oblęgorek[67], château ancestral de la famille de Henryk Sienkiewicz transformé en musée.
- Au nombre des auteurs symboliques décrivant les périodes de guerre et l'héroïsme polonais, il a figuré sur les billets de 500 000 złotys au début des années 1990.
- L'astéroïde (292490) Sienkiewicz est nommé en son honneur[68].